# Chris Frazier
Chris Frazier (Bethesda, 7 settembre 1967) è un batterista statunitense, con all'attivo diverse collaborazioni in ambito rock.

## Carriera
Ha esordito come batterista nella band solista del chitarrista Steve Vai, di cui ha fatto parte tra il 1985 e il 2001. Ha successivamente suonato per Eddie Money dal 2003 al 2006.
Nel maggio 2006 si è unito agli Whitesnake, per i quali ha suonato nell'album Good to Be Bad nel 2008, il loro primo disco interamente di inediti dopo oltre un decennio.
Ha abbandonato gli Whitesnake nel dicembre 2010, venendo sostituito da Brian Tichy. Proprio da Tichy eredita il posto di batterista nei Foreigner nel settembre 2012.